# Аверкин, Дмитрий Иванович
Дмитрий Иванович Аверкин (26 октября [7 ноября] 1894, Кирсановский уезд, Тамбовская губерния — 10 декабря 1941, Крымский заповедник, Крымская АССР) — советский военачальник, генерал-майор, командир 48-й отдельной кавалерийской дивизии. Краткое время командовал 4-м партизанским районом Крыма. Погиб в бою с карателями в Крыму, по разным данным, 9-го, 10-го или 13 декабря 1941 года.

## Биография
Родился 26 октября 1894 году в деревне Покровка Чернавской волости Кирсановского уезда Тамбовской губернии в крестьянской семье. По национальности русский.

### Первая мировая война и Гражданская война в России
В Русскую императорскую армию призван в сентябре 1915 года рядовым 159-го запасного пехотного батальона в Аткарске. В январе 1916 года направлен на учёбу и в мае окончил ускоренный курс Алексеевского военного училища в Москве. В чине прапорщика командирован младшим офицером 268-го запасного пехотного полка в Борисоглебск. Затем направлен на фронт Первой мировой войны, с июня по ноябрь 1916 года был начальником команды пеших разведчиков 542-го пехотного Лепельского полка Северо-Западного фронта. С ноября 1916 по март 1918 года служил обер-офицером для поручений при штабе 136-й пехотной дивизии. Участник боёв на рижском направлении. Награждён Георгиевским крестом 4-й степени, произведён на фронте в подпоручики. В марте 1918 года был демобилизован.
С марта по сентябрь 1918 года работал учителем сельской школы села Танцирей Воронежской губернии.
Служил в Красной Армии с сентября 1918 года. Был командиром взвода, позднее — командиром роты 1-го Борисоглебского пехотного полка Южного фронта. С января по июль 1919 года был командиром особой роты 1-го Мценского пехотного полка. В июле 1919 года работал военным руководителем Танцирейского военкомата Воронежской губернии. В августе 1919 года был назначен командиром Новохопёрского особого отряда, но в конце того же месяца был ранен в бою. Затем воевал в 625-м стрелковом полку и в 1-й Казанской стрелковой бригаде на Южном фронте, в конце сентября 1919 года ранен вторично. С марта по декабрь 1920 года был инструктором по конной повинности Новохоперского уездного военкомата.
С декабря 1920 года был начальником штаба Новохопёрского особого отряда по борьбе с бандитизмом, с февраля 1921 года служил старшим помощником по оперативной части начальника штаба 14-й Отдельной кавалерийской бригады Тамбовской армии по борьбе с бандитизмом (февраль — октябрь) и старшим помощником по оперативной части начальника штаба 15-й Сибирской кавалерийской дивизии (октябрь — ноябрь). Участвовал в подавлении Тамбовского крестьянского восстания. С ноября 1921 по март 1922 года служил на должности начальника штаба 15-й Сибирской кавалерийской дивизии, переведённой в то время в Умань. Во время Гражданской войны был награждён именным оружием.

### Карьера в РККА
После Гражданской войны РККА существенно сокращалась, что привело к общему понижению комсостава в должностях, одновременно велось обучение и повышение квалификации комсостава. В марте — мае 1922 года Аверкин — слушатель Таганрогской высшей кавалерийской школы. После этого уже сам — начальник повторных курсов комсостава 14-й кавалерийской дивизии имени тов. Пархоменко, СКВО (город Майкоп), затем начальник штаба 83-го кавалерийского полка и начальник штаба 57-го Краснознамённого кавалерийского полка этой дивизии в городе Кирсанове. Курсант 13-й Одесской пехотной школы (октябрь 1925—октябрь 1926).
С 1930 по 25 декабря 1932 года — начальник штаба 57 Краснознаменного кавалерийского полка 14-й кавалерийской Коммунистического интернационала молодежи ордена Ленина, Краснознамённой, ордена Красной Звезды дивизии имени тов. Пархоменко. С 25 декабря 1932 — командир 51-го кавалерийского полка 9-й кавалерийской Крымской дивизии имени Совнаркома УССР в Украинском военном округе. Слушатель КУКС РККА в городе Новочеркасске в декабре 1931 — апреле 1932 г. Начальник штаба 2-й кавалерийской дивизии Киевского военного округа (октябрь 1937—апрель 1939).
С января 1939 года — помощник начальника специальной группы при Военном Совете Киевского особого военного округа (в сентябре 1939 — Украинского фронта). Участник похода 1939 года в Западную Украину. В ноябре 1939 года назначен начальником этой группы. В октябре 1940 года направлен учиться слушателем в Академию Генерального штаба РККА (приказ НКО СССР № 04469 от 4.10.1940 г.). Член ВКП(б).

### Великая Отечественная война
К моменту начала войны окончил первый курс академии. 6 июля 1941 года назначен командиром 48-й кавалерийской дивизии, которая формировалась в Харьковском военном округе из призывников старших возрастов. В её состав вошли 62-й, 68-й, 71-й (командир — будущий партизан и Герой Советского Союза Б. Б. Городовиков) кавалерийские полки, численность которых была ниже штата. С сентября дивизия дислоцировалась на Крымском полуострове, будучи переданной в состав 51-й Отдельной армии. Дивизия строила противодесантную оборону в районе Судака. Позднее переброшена на Чонгарское направление, затем вернулась в Судак. В ходе Крымской оборонительной операции в октябре 1941 года дивизия была отрезана на Южном берегу Крыма от основных войск, совместно с остатками 294-го и 297-го стрелковых полков 184-й стрелковой дивизии вступила в бой 4 и 5 ноября 1941 года с наступавшими частями 11-й немецкой армии в районе Алушты, которые отрезали ей путь отхода на Севастополь. Кавалеристы отчаянно атаковали и даже выбивали немцев из захваченной ими Алушты, но ввиду отсутствия артиллерии прорваться не смогли, понесли большие потери и отошли в горы.
Краткое время (около месяца) с другими бойцами-окруженцами 48 ОКД и других частей находился в рядах партизан Крыма. Первый контакт произошел с Ичкинским отрядом М. И. Чуба, партизаны доставляют его к Мокроусову А. В. Вероятно командиры 48 ОКД планировали выйти через горы к Севастополю, но путь был уже заблокирован и они остались в крымском лесу. Например, его начальник штаба 48 ОКД полковник М. Т. Лобов которому Аверкин передал командование остатками дивизии и штабом, в 1941 году возглавлял партизанский отряд, а к 1942 ненадолго стал командующим партизанскими отрядами Крыма. Как писал в своих воспоминаниях И. З. Вергасов, по прибытии в штаб района все помыслы Д. И. Аверкина были связаны со скорейшим переходом в ближайший к Севастополю партизанский отряд. Аверкин с группой бойцов совершил пеший переход и прибыл в район заповедника. Как старшему по званию генералу Аверкину передали командование 4-м партизанским районом Крыма вместо Бортникова И. М., который дислоцировался в районе Крымского заповедника. Этот момент его боевой биографии отражен в мемуарах известного партизана, генерал-майора Ф. И. Федоренко, в тот момент лейтенанта.
9 декабря (в других источниках 10 или 13) стоянка партизан в Государственном заповеднике была атакована противником — румынскими частями. Судьба генерала Аверкина в точности не известна, однако позднее его тело найдено к северо-западу от горы Ат-Баш на спуске к роднику Беш-Текне и было опознано по шинели и кителю. 21 марта 1942 А. В. Мокроусов докладывал: «партизаны потеряли убитыми 175 человек, ранеными — 200, без вести пропало — 73 (в том числе генерал-майор Аверкин)».
И. З. Вергасов, «Крымские тетради»:

«Парторг Подопригора и Петр Коваль уводили отряд все восточнее и восточнее, опасаясь, что на правом фланге вот-вот появятся каратели. Тогда полное окружение…- Скорее, скорее! — подгонял партизан политрук Кучер. Вдруг на далеком фланге, куда отошли генерал Аверкин и Мошкарин, вспыхнула ожесточенная стрельба. — Наши! — сказал Подопригора, не останавливаясь. Стрельба на фланге была короткой. Отряд выходил в безопасное место.
Долго искали следы генерала Аверкина, Мошкарина и тех, кто с ними отходил, кто не дал сомкнуться кольцу окружения, кто, по существу, помог сохранить главные силы отряда. Останки генерала Дмитрия Ивановича Аверкина, Дмитрия Мошкарина, комиссара отряда Белобродского и всех, кто был с ними, обнаружили через многие дни на спуске Беш-Текне.»
Погибшие в том бою партизаны похоронены в братской могиле вблизи Ай-Петринской радиостанции.

## Воинские звания
- Полковник (24.12.1935)[9];
- Комбриг (4.11.1939)[10];
- Генерал-майор (4.06.1940)[11].

## Награды
- Орден Ленина (21.02.1943, посмертно)[1]
- Юбилейная медаль «XX лет Рабоче-Крестьянской Красной Армии» (22.02.1938)
- именное оружие

## Память
- На Ялтинской яйле, на скале Шишко, установлен памятник партизанам Ялтинского отряда, в том числе генералу Аверкину[12].
- Именем генерала Аверкина названа улица в Ялте.

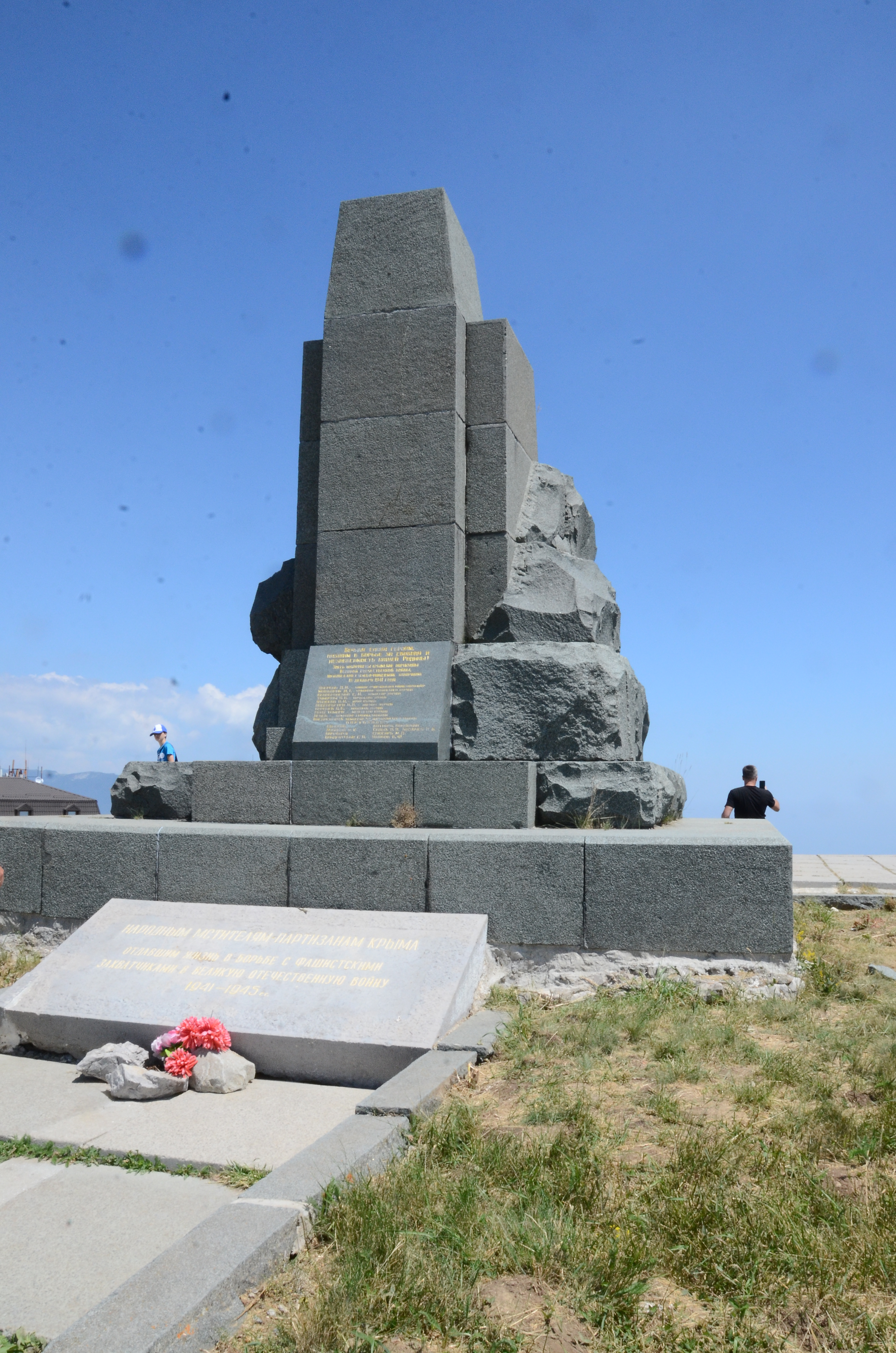
Памятник партизанам
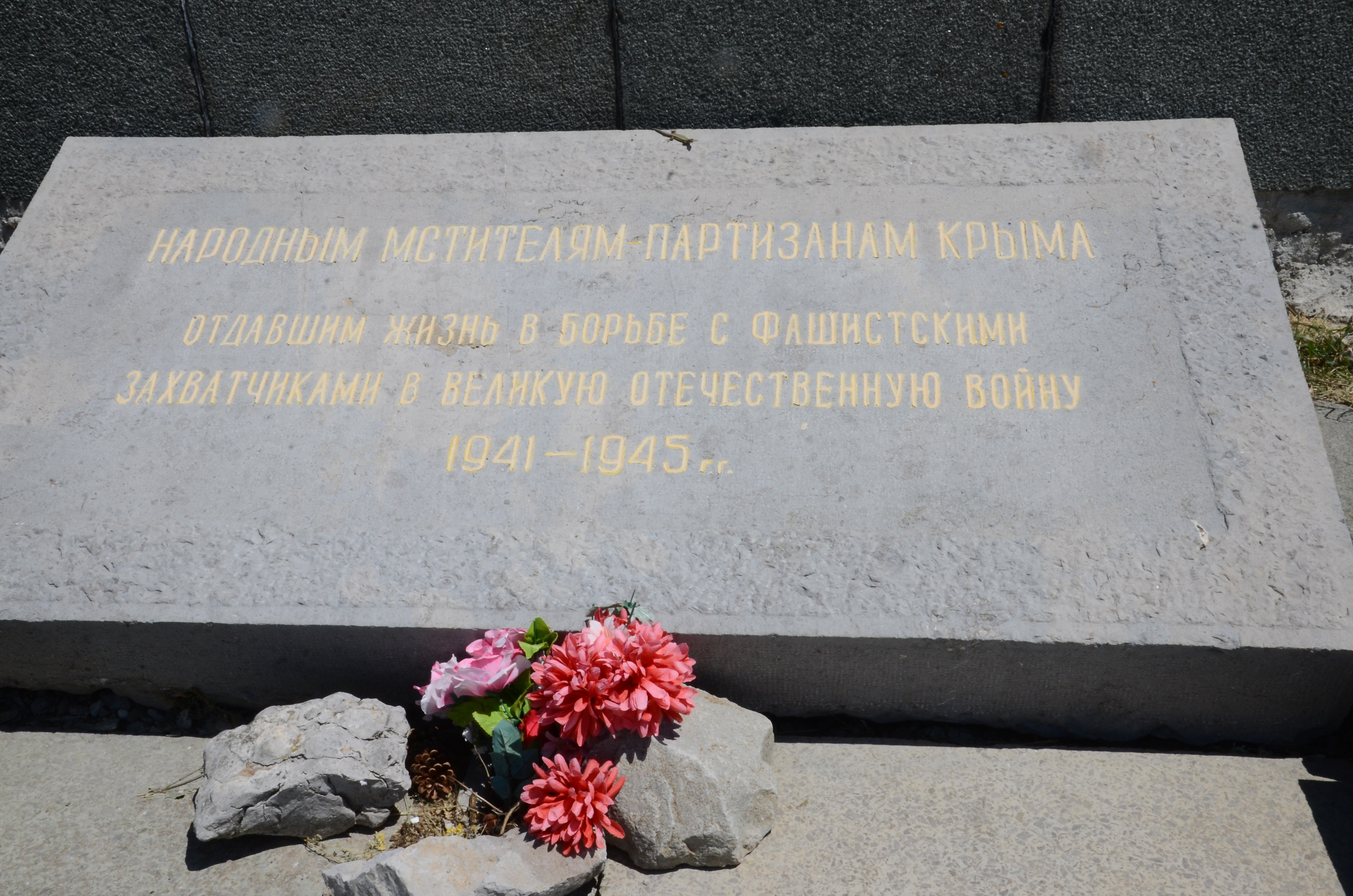
Мемориальная надпись
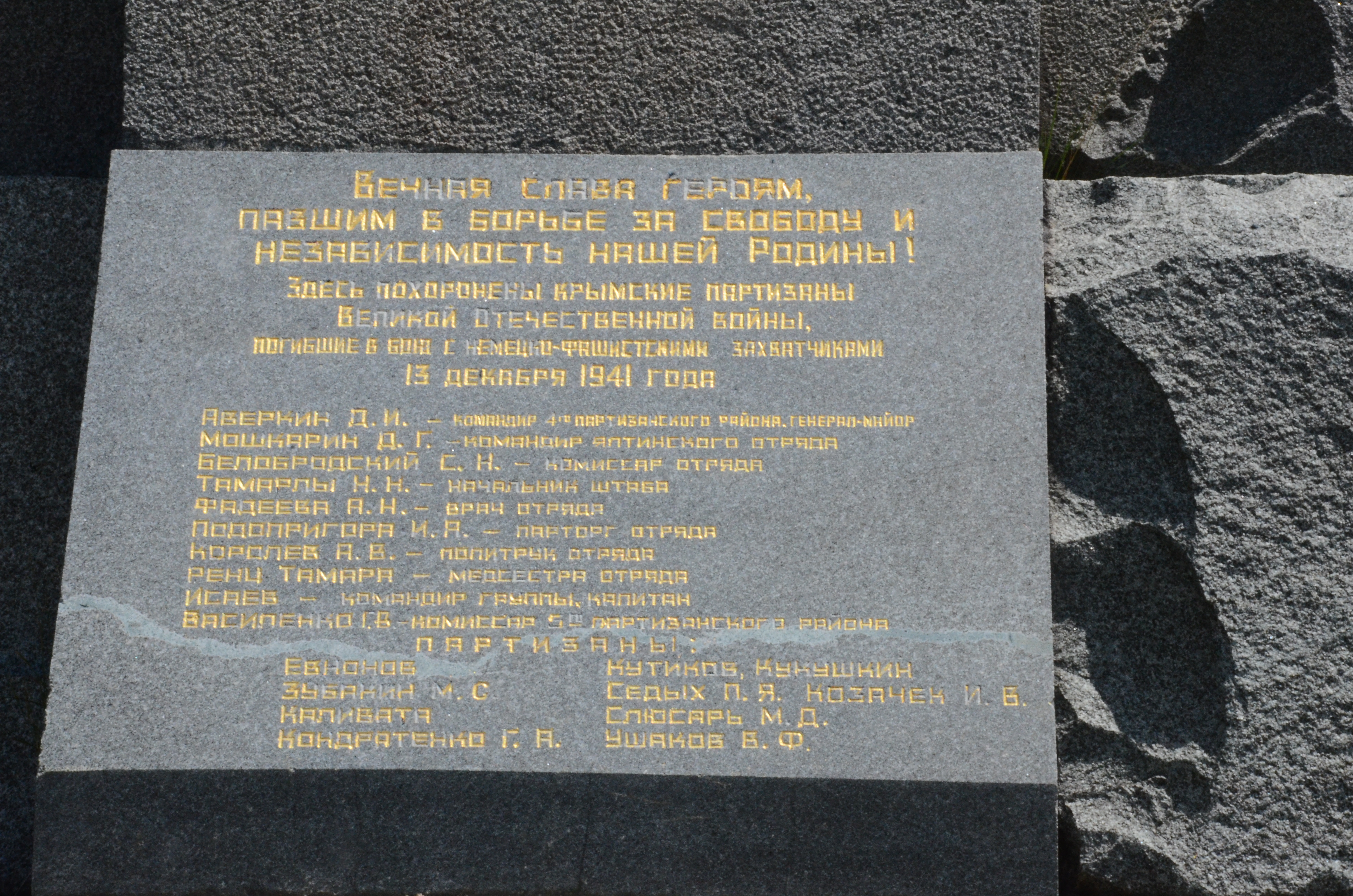
Списки партизан